# Glicério (bairro de São Paulo)
Glicério (também conhecido como Baixada do Glicério ou Várzea do Glicério) é um bairro do centro de São Paulo, situado às margens do rio Tamanduateí, situado nos distritos da Sé, administrado pela Subprefeitura da Sé. Seu nome é uma homenagem a Francisco Glicério, político e advogado brasileiro do século XIX. Sua localização é estratégica, próxima a importantes vias como a Avenida do Estado e a Radial Leste, facilitando o acesso a várias partes da cidade. A proximidade com o centro torna o Glicério um ponto de passagem e residência para muitas pessoas que trabalham na região central. 

## Histórico
Historicamente era conhecido no século XIX como Várzea do Carmo, por causa da Igreja do Carmo e da rua do Carmo.A história do Glicério começa no final do século XIX e início do século XX, quando a região era predominantemente rural, com grandes chácaras e sítios. Com o crescimento da cidade, o bairro passou por um processo de urbanização e começou a abrigar imigrantes, principalmente italianos, que buscavam oportunidades de trabalho e moradia nas proximidades do centro.
O bairro se tornou um ponto de concentração de trabalhadores que vieram para São Paulo durante o processo de industrialização. A região atraiu uma população diversa, incluindo muitos imigrantes, devido à sua proximidade com o centro e às opções de moradia barata.
Ao longo do século XX, o Glicério passou por grandes transformações urbanas. A construção de viadutos, como o Viaduto do Glicério, e a expansão das linhas de trem e ônibus contribuíram para a integração do bairro à malha urbana de São Paulo. No entanto, essas transformações também trouxeram desafios, como a deterioração de algumas áreas e a crescente desigualdade social.
A partir das décadas de 1960 e 1970, a região começou a enfrentar problemas relacionados à urbanização acelerada, como a falta de infraestrutura adequada, habitação precária e aumento da população em situação de rua. A proximidade com o centro da cidade e a oferta de moradias a baixo custo continuaram a atrair uma população vulnerável, agravando esses problemas.

## Contexto atual
Suas ruas principais são: a rua dos Estudantes com suas pensões, a rua Conde de Sarzedas, que abriga o maior centro comercial evangélico da cidade e a rua do Glicério com a Igreja Nossa Senhora da Paz, uma paróquia pessoal dos imigrantes aos cuidados dos padres da congregação dos padres Scalabrianos. Abriga o Templo da Glória de Deus da Igreja Deus é Amor, grande reduto de cristãos Pentecostais.
O Glicério frequentemente aparece na mídia devido a questões sociais, como a presença de uma grande população de imigrantes e refugiados. O bairro é conhecido por suas iniciativas de apoio a essas comunidades, com várias ONGs e instituições oferecendo assistência social e jurídica, além de abrigar diversos projetos de assistência a pessoas em situação de rua, como albergues e programas de distribuição de alimentos, incluindo pessoas em situação de rua e imigrantes do Haiti, e refugiados da Síria e países africanos. Essa diversidade traz desafios e oportunidades, com o bairro servindo como um ponto de integração para muitos recém-chegados que buscam uma nova vida em São Paulo. Apesar dos desafios, o Glicério mantém sua importância como um ponto de diversidade cultural e social em São Paulo. O bairro é um exemplo das complexas dinâmicas urbanas da cidade, refletindo tanto os problemas quanto as oportunidades que surgem em um contexto de rápida urbanização e transformação social.
Nos últimos anos, o Glicério tem sido alvo de iniciativas de revitalização, tanto por parte da prefeitura quanto de organizações sociais. Há esforços para melhorar a infraestrutura, ampliar o acesso a serviços públicos e promover a integração social dos moradores. No contexto atual, o bairro é conhecido por abrigar uma população de baixa e média renda, uma grande concentração de cortiços, pessoas em situação de rua, construções degradadas, grandes quantidades de resíduos e problemas de segurança publica. Em contraste, possui alguns edíficios novos e outros em construção de um padrão um pouco mais elevado. Alguns de seus principais pontos de degradação eram os edifícios São Vito e Mercúrio, já devidamente desocupados e demolidos, além do Viaduto Diário Popular e casas e sobrados da região, em um total de três quadras, que serão incorporadas ao Parque Dom Pedro II.  O bairro é classificado pelo CRECI como "Zona de Valor D", assim como outros bairros da capital: Casa Verde, Carandiru, Vila Formosa e Brás.
A Baixada do Glicério tem passado por um processo de gentrificação nos últimos tempos. Com diversos empreendimentos imobiliários em desenvolvimento, a região está projetada para receber cerca de 30 mil novos moradores. Nas proximidades, o projeto da Lavapés, por exemplo, contará com mais de 5 mil unidades residenciais.